# Smash the Control Machine
 (septembre 2024).
Si vous disposez d'ouvrages ou d'articles de référence ou si vous connaissez des sites web de qualité traitant du thème abordé ici, merci de compléter l'article en donnant les références utiles à sa vérifiabilité et en les liant à la section « Notes et références ».
Smash the Control Machine est le quatrième album du groupe de nu metal Otep, sorti en 2009.

## Liste des chansons
1. Rise, Rebel, Resist - 4:00
2. Sweeth Tooth - 4:20
3. Smash The Control Machine - 3:45
4. Head - 5:10
5. Numb And Dumb - 4:27
6. Oh, So Surreal - 4:22
7. Run For Cover - 3:36
8. Kisse & Kerosene - 4:12
9. Unveiled - 3:28
10. UR A WMN NOW - 4:18
11. Serv Asat - 2:30
12. Where The River Ends - 11:56
13. I Remember - 8:34